# Мен-е-Вор
Мен-е-Вор (англ. Men-a-Vaur) — невеличкий скелястий острів в архіпелазі островів Сіллі, Велика Британія, омивається Кельтським морем.